# Арутюнян, Юрик Вартанович
Ю́рик (Ю́рий) Варта́нович Арутюня́н (арм. Յուրիկ Վարդանի Հարությունյան; 20 августа 1929, Ростов-на-Дону — 26 июня 2016) — советский и российский историк, этнограф, социолог; специалист в области социологии города и села, этносоциологии и истории социологии. Член-корреспондент РАН с 7 декабря 1991 года по Секции гуманитарных и общественных наук (социология). Один из основных воссоздателей сельской социологии в России, «отец» советско-российской этносоциологии.

## Биография
Окончил исторический факультет Ереванского педагогического института (1949), находился на педагогической работе, затем поступил в аспирантуру Института истории АН СССР. В 1952 году защитил кандидатскую диссертацию и стал научным сотрудником Института истории. Доктор исторических наук (1964, диссертация «Массовые индустриальные кадры сельского хозяйства СССР (1929—1957)»), профессор (1971). Работал в МГУ им. М. В. Ломоносова: старший преподаватель (1964—1965), заведующий социологической лабораторией философского факультета (1966—1969). С 1967 года заведовал сектором, с 1986 года — отделом социологии в Институте этнографии АН СССР (ныне — группа этносоциологии ИЭА РАН). Советник РАН (2000), иностранный член НАН Армении (2008), член Венского центра по документации и исследованиям в области социальных наук.
Похоронен на Новодевичьем кладбище рядом с родителями и женой (участок 1).

### Семья
Был женат на историке и социологе Майе Григорьевне Панкратовой (1925—1999), дочери историков — академика А. М. Панкратовой и германиста Г. Я. Яковина; у них родилась дочь.

## Научная деятельность
Ю. В. Арутюнян был инициатором организации и проведения масштабных конкретно-социологических исследований российской деревни, осуществлявшихся с начала 1960-х годов в рамках Исследовательского комитета по социологическим проблемам села Советской социологической ассоциации. Его работы затронули широкий круг вопросов: формирование современной социальной структуры села, основные этапы и тенденции его развития, социально-профессиональные и управленческие группы в сельском населении и в обществе в целом, их характеристика в разных сферах жизни (социально-экономической, семейно-бытовой, культурной), процессы социальной мобильности. Исследователь внёс существенный вклад в изучение проблемы соотношения межклассовых и внутриклассовых различий; особое внимание он обращал на многообразие социальной структуры общества, связанное с этническими особенностями, а также различиями в экономических и географических условиях отдельных регионов страны.
На сайте Института социологии ФНИСЦ РАН, говорится:
```
Два направления отечественной социологии связаны с его именем. Он был одним из основных воссоздателей отечественной сельской социологии и отцом российской этносоциологии. Как историк-социолог он написал книги: «Советское крестьянство в годы войны», «Социальная структура сельского населения», «Опыт социологического изучения села», не устаревшие по своему значению в постперестроечное время
[
2
]
. 
```

С 1970-х годов в центре внимания учёного находятся этносоциальные процессы в СССР и на постсоветском пространстве. Под его руководством были проведены первые в стране крупномасштабные репрезентативные межреспубликанские этносоциологические исследования в СССР.
По программе, разработанной Ю. В. Арутюняном, было выполнено исследование «Оптимизация социально-культурных условий развития наций», которое подразумевало сравнительный анализ положения титульных и нетитульных наций СССР. В этносоциологических работах, отражающих взаимодействие общих социальных и собственно этнических процессов, показана доминанта социальных параметров в национальном развитии русского и других народов. Исследования под руководством Ю. В. Арутюняна осуществлялись и за пределами бывшего СССР, в частности, в рамках межъевропейской программы «Направление и тенденции культурного развития в современном обществе: взаимодействие культур» (результаты опубликованы Европейским координационным центром наук).
Ю. В. Арутюнян был членом Российского общества социологов; учёных советов ИЭА РАН и Института социологии РАН, а также диссертационного совета ИЭА РАН. Входил в состав Научного совета «Новые явления в общественном сознании и социальной практике» и Научного совета РАН по национальным проблемам. С 1997 года был членом редколлегии журнала «Социологические исследования» («СоцИс»).
Автор более 200 научных публикаций. Многие работы переведены за рубежом (в США, Великобритании, Франции, Японии, Польше и других странах).

## Основные работы

### Монографии
- «Историческая роль МТС и их реорганизация» (1958)
- «Механизаторы сельского хозяйства СССР в 1929—1957 гг.» (1960)
- «Советское крестьянство в годы Великой Отечественной войны» (1963; 2-е изд. 1970)
- «Опыт социологического изучения села» (1968)
- «Социальная структура сельского населения СССР» (1971)
- «Социальное и национальное: опыт этносоциологических исследований по материалам Татарской АССР» (1973, редактор)
- «Опыт этносоциологического исследования образа жизни: по материалам МССР» (1980, редактор)
- «Этносоциология: цели, методы и некоторые результаты исследования» (1984, совм. с И. Д. Ковальченко)
- «Социально-культурный облик советских наций: по результатам этносоциологического исследования» (1986, совм. с Ю. В. Бромлеем)
- «Современные этносоциальные процессы на селе» (1986, редактор)
- «Многообразие культурной жизни народов СССР» (1987, в соавт. с Л. М. Дробижевой)
- «Русские: этносоциологические очерки» (1992, редактор)
- «Россияне: столичные жители» (1994)
- «Молдова: столичные жители» (1994, редактор)
- «Россияне: жители города и деревни» (1995)
- «Эстония: столичные жители» (1995, редактор)
- «Узбекистан: столичные жители» (1996, редактор)
- «Грузия: столичные жители» (1997, редактор)
- «Этносоциология» (1998; 2-е изд. 1999; в соавт. с Л. М. Дробижевой и А. А. Сусоколовым)
- «Постсоветские нации» (1999)
- «Трансформация постсоветских наций: по материалам этносоциологических исследований» (2003)
- «Москвичи глазами этносоциолога» (2006)
- «Москвичи: этносоциологическое исследование» (2007)
- «Русские: этносоциологические исследования» (2011; в соавт.)
- «Об армянской диаспоре в России» (2011)

### Статьи
- «Формирование механизаторских кадров колхозного производства в послевоенный период (1946—1957)» // «История СССР». 1958. № 5;
- «Из опыта социологических обследований села в двадцатые годы» // «Вопросы истории КПСС». 1966. № 3;
- «Проблемы культурного развития современного села» // «Социологическое изучение села: культура, быт, расселение. Вып. 1» (М., 1968);
- «К проблеме освоения культуры» // «Исторические записки. Т. 81» (1968);
- «Изменение социальной структуры советских наций» // «История СССР». 1972. № 4;
- «О некоторых тенденциях культурного сближения народов СССР на этапе развитого социализма» // «История СССР». 1978. № 4;
- «Общее и национально-особенное в социально-культурном облике сельского населения СССР» // «История СССР». 1985. № 6;
- «Развитие социально-культурной общности советских наций на современном этапе: опыт системного историко-социологического анализа» // «История СССР». 1986. № 6;
- «Социально-культурное развитие и национальное самосознание» // «Социологические исследования». 1990. № 7;
- «Армяне-москвичи: социальный портрет по материалам этносоциологического исследования» // «Советская этнография». 1991. № 2;
- «Грузия: перемены в общественном сознании» // «Социологические исследования». 1995. № 12;
- «О трансформации социальной структуры постсоветских наций» // «Социологические исследования». 1998. № 4;
- «О национальных отношениях в постсоветских обществах: межличностный аспект» // «Социологические исследования». 1999. № 4;
- «Этносоциология: пройденное и новые горизонты» // «Социологические исследования». 2000. № 4 (в соавт. с Л. М. Дробижевой, viperson.ru/data/201307/663267.pdf);
- «Армяне в Москве (по результатам сравнительного исследования)» // «Социологические исследования». 2001. № 11;
- «О социальной структуре общества постсоветской России» // «Социологические исследования». 2002. № 9;
- «Русские в ближнем зарубежье (по материалам сравнительного этносоциологического исследования в Эстонии и Узбекистане)» // «Социологические исследования». 2003. № 11;
- «Опыт осмысления проблемы этнократии» // «Социологические исследования». 2004. № 3;
- «О потенциале межэтнической интеграции в московском мегаполисе» // «Социологические исследования». 2005. № 1;
- «О симптомах межэтнической интеграции в постсоветском обществе: по материалам социологического исследования в Москве» // «Социологические исследования». 2007. № 7;
- «Выходцы из Закавказья в Москве» // «Демоскоп Weekly». 2007. № 271—272 (в соавт.);
- «Этносоциология перед вызовами времени» // «Социологические исследования». 2008. № 7 (в соавт. с Л. М. Дробижевой);
- «Россияне: проблемы формирования национально-гражданской идентичности в свете данных этносоциологии» // «Общественные науки и современность». 2009. № 4;
- «Об этнических компонентах российской идентичности» // «Социологические исследования». 2009. № 6;
- «Армяне-россияне сквозь призму этносоциологии» // «Социологические исследования». 2010. № 3;
- «Армяне-россияне: опыт социально-культурной адаптации» // «Общественные науки и современность». 2010. № 4;
- «Русский этнос: демографические изменения и востребованность межэтнической интеграции» // «Социологические исследования». 2010. № 12;
- «Об этнической интеграции в российской среде» // «Диалог культур в условиях глобализма» (2012)

## Награды
За большой вклад в науку награждён орденом «Знак Почёта» (1986) и серебряной медалью им. П. Сорокина.